# Сан-Мартіню-де-Алвіту
Сан-Мартіню-де-Алвіту (порт. São Martinho de Alvito; МФА: [ˈsɐ̃w maɾ.ˈti.ɲu dɨ aɫ.ˈvi.tu]) — парафія в Португалії, у муніципалітеті Барселуш. Розташована в північно-західній частині країни, на теренах історичної португальської провінції Дору-Міню. Входить до складу округу Брага. За адміністративним поділом, чинним до 1976 року, терени парафії були складовою провінції Міню. Належить до Бразької архідіоцезії Католицької церкви. Патрон — Мартин Турський. Площа — 1,2640 км². Населення — 451 ос. (2011). Слабо урбанізований регіон. Густота населення — 356,8 осіб/км²
. Код — 030271.

## Назва
- Алвіту (Сан-Мартіню) (порт. Alvito (São Martinho)) — офіційна назва[5].

## Населення
| Кількість мешканців | Кількість мешканців | Кількість мешканців | Кількість мешканців | Кількість мешканців | Кількість мешканців | Кількість мешканців | Кількість мешканців | Кількість мешканців | Кількість мешканців | Кількість мешканців | Кількість мешканців | Кількість мешканців | Кількість мешканців | Кількість мешканців |
| ------------------- | ------------------- | ------------------- | ------------------- | ------------------- | ------------------- | ------------------- | ------------------- | ------------------- | ------------------- | ------------------- | ------------------- | ------------------- | ------------------- | ------------------- |
| 1864                | 1878                | 1890                | 1900                | 1911                | 1920                | 1930                | 1940                | 1950                | 1960                | 1970                | 1981                | 1991                | 2001                | 2011                |
| 118                 | 142                 | 137                 | 108                 | 135                 | 150                 | 136                 | 157                 | 231                 | 282                 | 223                 | 308                 | 343                 | 379                 | 451                 |